# Mini chromosome maintenance

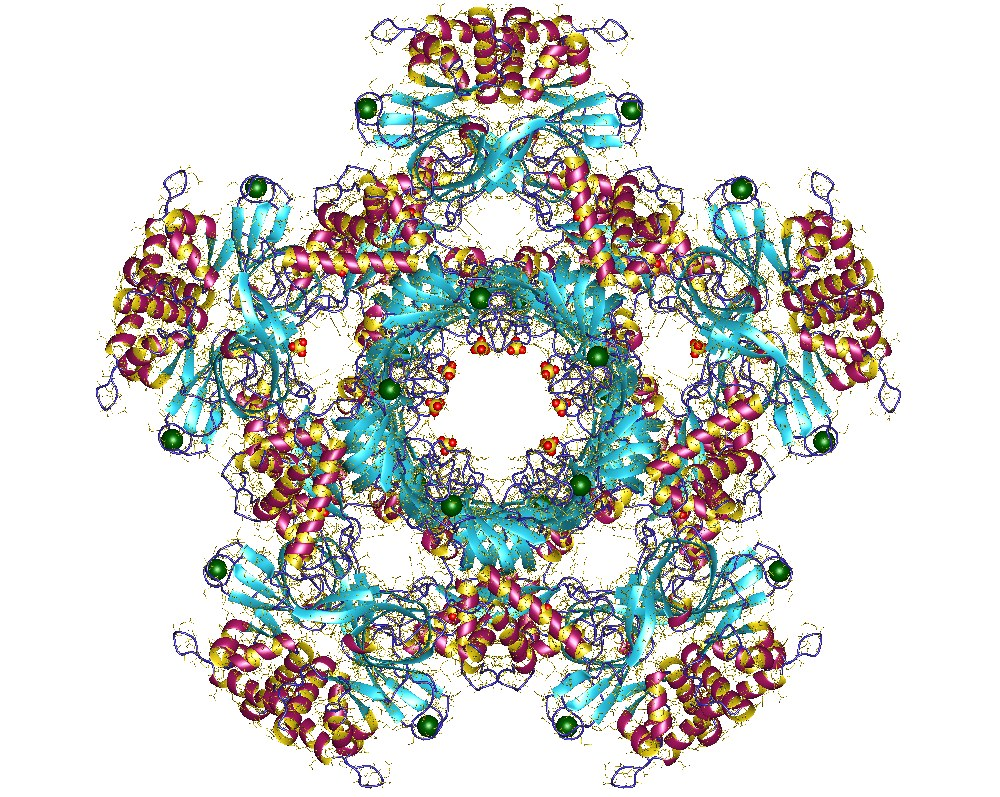
MCM homo24mer, Pyrococcus furiosus.

Le proteine MCM (in inglese Mini Chromosome Maintenance) sono proteine richieste per l'inizio del processo di replicazione negli eucarioti. Queste proteine hanno conservato motivi e attività sul DNA (in vitro) riconducibili alla classe delle elicasi, assieme ad un'attività ATPasica. Sono state proposte come elicasi replicative, cioè enzimi che separano i due filamenti della doppia elica di DNA vicino alla forca di replicazione.
Le proteine MCM sono reclutate all'interno del complesso di pre-replicazione, che controlla che la replicazione del DNA avvenga solamente una volta per ogni ciclo cellulare nelle cellule eucariotiche.
In un processo conosciuto come DNA replication licensing, innesca nella cromatina la replicazione del DNA legandosi ai siti di origine della replicazione durante il periodo del ciclo cellulare che va dalla fase M tardiva fino all'inizio della fase G1. Le proteine MCM sono pertanto dei fattori di licensing.
Attivate dalle protein-chinasi che promuovono la fase S, i complessi MCM che si legano ai siti di origine della replicazione svolgono la doppia elica di DNA, reclutando successivamente la DNA polimerasi e dando così inizio alla sintesi del DNA.
Successivamente all'innesco della replicazione del DNA nella fase S, il complesso MCM entra a far parte del complesso del replisoma, verosimilmente funzionando come una elicasi.
Il suo distacco e degradazione priva le origini replicative della capacità di ridare subito inizio ad una nuova replicazione per la restante parte dello stesso ciclo cellulare.
La perdita di controllo sulla funzionalità MCM potrebbe causare dei difetti cromosomici che contribuirebbero alla genesi di alcuni tumori. Le proteine MCM sono altamente espresse in cellule cancerose di tumori umani maligni e di cellule pre-cancerose che vanno incontro a trasformazione maligna.